# 贊布羅塔鎮區 (明尼蘇達州古德休縣)
贊布羅塔鎮區（英語：Zumbrota Township）是位於美國明尼蘇達州古德休縣的一個行政鎮區。

## 地方資料
贊布羅塔鎮區的面積為90.24平方千米，當中陸地面積為90.19平方千米，而水域面積為0.05平方千米。根據2020年美國人口普查的數據，當地共有人口619人，而人口密度為每平方千米6.86人。